# Václav Babinský
Niektóre z zamieszczonych tu informacji wymagają weryfikacji.
Dokładniejsze informacje o tym, co należy poprawić, być może znajdują się w dyskusji tego artykułu.
 Po wyeliminowaniu niedoskonałości należy usunąć szablon [[Szablon:Dopracować|]] z tego artykułu.
Václav Babinský (ur. 20 sierpnia 1796 w Litomierzycach cz. Litoměřice, zm. 1 sierpnia 1879 w Praha-Řepy) – był jednym z najbardziej znanych czeskich przestępców. Używał m.in. pseudonimów: Wenz z Pokratic, Josef Schmidt, Franz Mally, Anton Müller.
Václav Babinský pochodził z rodziny pracownika dniówkowego. Ojciec i matka Kateřina Babinská (z domu Herrmann) pracowali w ogrodzie i w gospodarstwie domowym Antonína Bienera – komisarza okręgowego w Litomierzycach. Cztery lata później rodzina Babinskych przeniosła się z przedmieścia Litomierzyc z dwoma innymi synami, Antoninem (1798) i Vincentem (1800), do Pokratic przy Litomierzycach. Nie jest jasne, czy Václav Babinský posiadał wykształcenie. W roku 1816 wstąpił do służby wojskowej. Z powodu symulowanej choroby psychicznej i zagrożenia dla innych żołnierzy został skierowany na badania psychiatryczne do kliniki wojskowej w Pradze. W 1824 r. został zwolniony ze służby jako rezerwista. Trafił do domu inwalidów w Karlínie. Uciekł stamtąd, włóczył się bez celu i kradł w północnych Czechach. W latach 1825 i 1829 był aresztowany w Litomierzycach, ale kradzież nie została udowodniona.
Około roku 1830 zorganizował małą bandę rabunkową, z którą napadał na drogach. Do bandy należała również jego kochanka Apolena Hoffmann.
Po raz pierwszy został aresztowany po pościgu 19 stycznia 1832 w Kuřích Vodách, kiedy to podczas kontroli dokonywanej przez miejscowego sołtysa Vaclava Franke podejrzany wydał się fałszywy paszport herszta bandy wystawiony na nazwisko Josefa Schmida przez przekupnego pisarza kancelarii miasta Vrchnov, a spod spódnicy Apoleny Hoffmann wypadły dwa załadowane pistolety. Hoffmanowej udało się zbiec. 27 lutego 1832 przewieziono go do więzienia w Mladej Boleslavi. Już na drugi dzień uciekł. Po ucieczce osiedlił się w okolicy Horni Kemenice. Tu 4 lipca 1833 popełnił swe największe przestępstwo. Przed pościgiem uciekł do Kongresówki do Łodzi. 23 kwietnia 1835 Babinský nie zachowując dostatecznej ostrożności odwiedził, pod pseudonimem Anton Müller, swe rodzinne miasto Litomierzyce. Został aresztowany i razem ze swą kochanką i czterema innymi członkami bandy został oskarżony przez sąd kryminalny w Pradze o 12 przestępstw, w tym o 2 morderstwa z rabunkiem. Ponieważ Babinský jako organizator napadów przeważnie pozostawał na drugim planie, nie zawsze mógł być zidentyfikowany przez świadków. Oskarżono go o 12 przestępstw, ale jedynie połowa została mu udowodniona.

## Udowodnione przestępstwa
- 24 marca 1830 w Mikulášovicích przy Šluknovie napadł ze czterema kompanami na dom Antonína Heinego, związał jego i jego małżonkę następnie ograbił z 500 pruskich talarów. Wkrótce potem Heine zmarł na zawał serca.
- 1 maja 1830 w miejscowości Lysá nad Labem w nocy z siedmioma kompanami wszedł przez wyłamane okno do domu Jana Paula. Pani Paul została ogłuszona pałką i powalona na ziemię, gospodarz miał zostać przywiązany do łóżka, ale na skutek przeciągu rabusiom zgasło światło, Paul zdołał uciec i zaalarmować wieś. Łup stanowiły ubrania wartości 15 sztuk złota.
- 15 stycznia 1831 w nocy w Brozanach włamał się z czterema kompanami do domu przewoźnika Jana Krejzy, żeby zrabować oszczędności 2500 sztuk złota, które były przeznaczone na zakup gospodarstwa i losy loterii za 380 sztuk złota.
- 19 stycznia 1832 dopuścił się publicznej przemocy, ponieważ przy aresztowaniu ugryzł sołtysa Václava Franke w kciuk i zranił jego dwóch pomocników.
- Okazywał się przy tym fałszywym paszportem.
- 4 sierpnia 1833 w nocy w lesie pod miejscowością Horní Kamenice dopuścił się najcięższego przestępstwa – morderstwa płóciennika Johanna Gottfrieda Blumberga, którego śmiertelnie ranił ośmioma ciosami zadanymi nożem, następnie zrabował 200 talarów, kilka łokci materiału i trochę prażonej kawy.

## Kara
Czynności procesowe przeciągały się. Za sześć udowodnionych przestępstw został osądzony przez sąd kryminalny w Pradze. 1 grudnia 1840 skazano go na 20 lat ciężkiego więzienia. Apolena Hoffmann otrzymała 12 lat ciężkiego więzienia. Zmarła jednak 15 dni po ogłoszeniu wyroku na gwałtowny krwotok. Miała 41 lat.
10 czerwca 1841 Babinský został uwięziony w brneńskiej twierdzy Špilberk jako więzień nr 1042. Twierdza ta gościła w swych kazamatach najbardziej niebezpiecznych przestępców monarchii habsburskiej. Babinský dał się poznać jako spokojny więzień. Ufność kapelana, a potem kierownictwa więzienia zyskał swą pokorą i religijnością – nosił przy sobie różaniec i przy każdej okazji modlił się. Pomogło mu to w osiągnięciu stanowiska więziennego pielęgniarza, za co otrzymywał wynagrodzenie. 29 maja 1855 więzienie w Špilberku zostało zlikwidowane, zamieniono je na koszary, a Babinský na dalszych sześć lat więzienia został przewieziony do Kartouz (dziś Valdice) koło Jičína. Od odzyskania wolności w 1861 roku do swej śmierci w 1879 pracował jako ogrodnik w klasztorze zakonu sióstr Boromeuszek w Řepach przy Pradze, które zajmowały się uwięzionymi tu kobietami. Mieszkał w pobliżu klasztoru, wyplatał koszyki i maty ze słomy. Zmarł 1 sierpnia 1879. Pochowano go w dzielnicy Praha-Řepy na cmentarzu więźniarek. Jego grób jest pieczołowicie zadbany.

## Powstanie legendy
Babinský w wolnych chwilach opowiadał po gospodach historie ze swego życia i życia dawnych współwięźniów za postawienie kolejki. Stał się legendą, a w większości zmyślone przygody wypełniały literaturę przygodową i znalazły odbicie w twórczości ludowej. Już w 1860–1861 praski śpiewak jarmarczny František Hais napisał pieśń uliczną pod tytułem Babinský žije. W roku 1862 wyszło pierwsze zeszytowe 110-stronicowe wydanie o czynach rozbójnika Babinskiego Babinský, vůdce loupežníků v českých zemích. W następnych latach powstały liczne dalsze pieśni, opowiadania i powieści sensacyjne. Jego postać pojawia się w filmie Vladimírova (1926) i powieści Gustava Meyrinka „Golem” (1929).
Na urwisku zwanym Pustý zámek pomiędzy miejscowościami Česká Kamenice i Líska znajduje się pomnik upamiętniający mord dokonany w 1833 na płócienniku Blumbergu. Zniszczony w 1946 kamień upamiętniający został ponownie postawiony w 1998 roku.